# Smok japoński
Smok (jap. 竜, 龍 ryū, ryō, tatsu) – stworzenie mityczne zaliczane do yōkai.

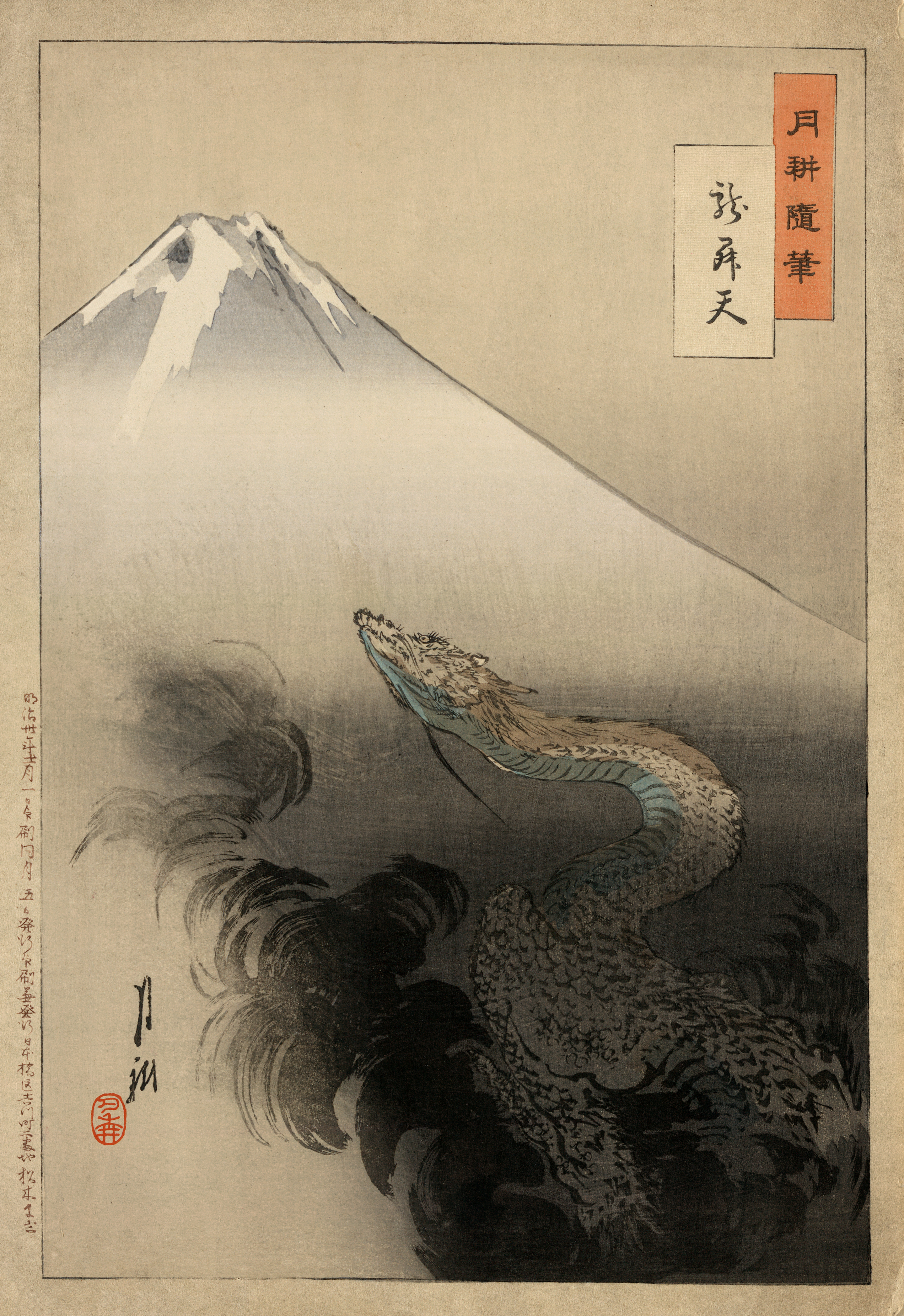
Gekkō Ogata (1859–1920), Smok wznoszący się ku niebu

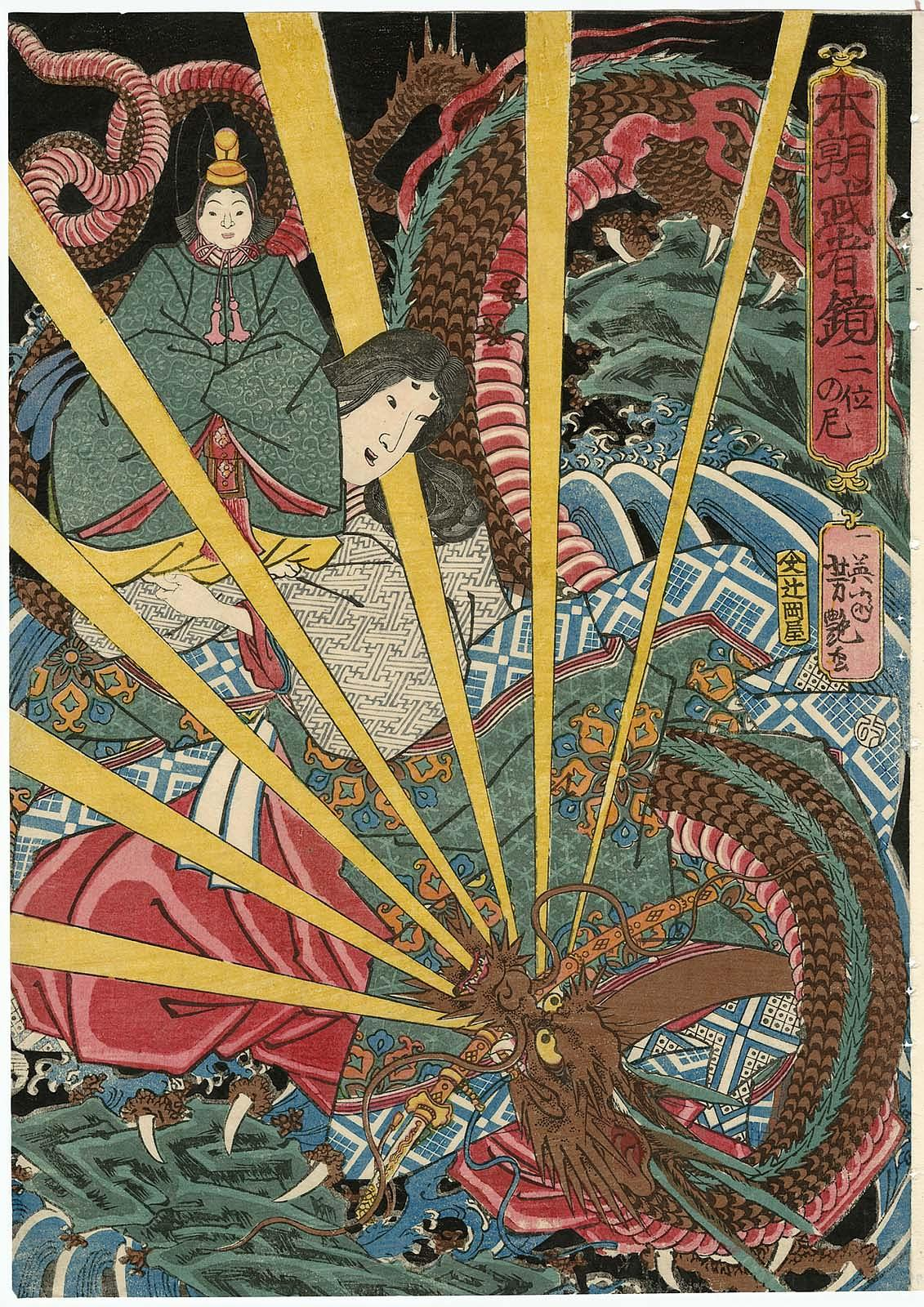
Yoshitsuya Ichieisai (1822–1866), Ognisty smok, 1860

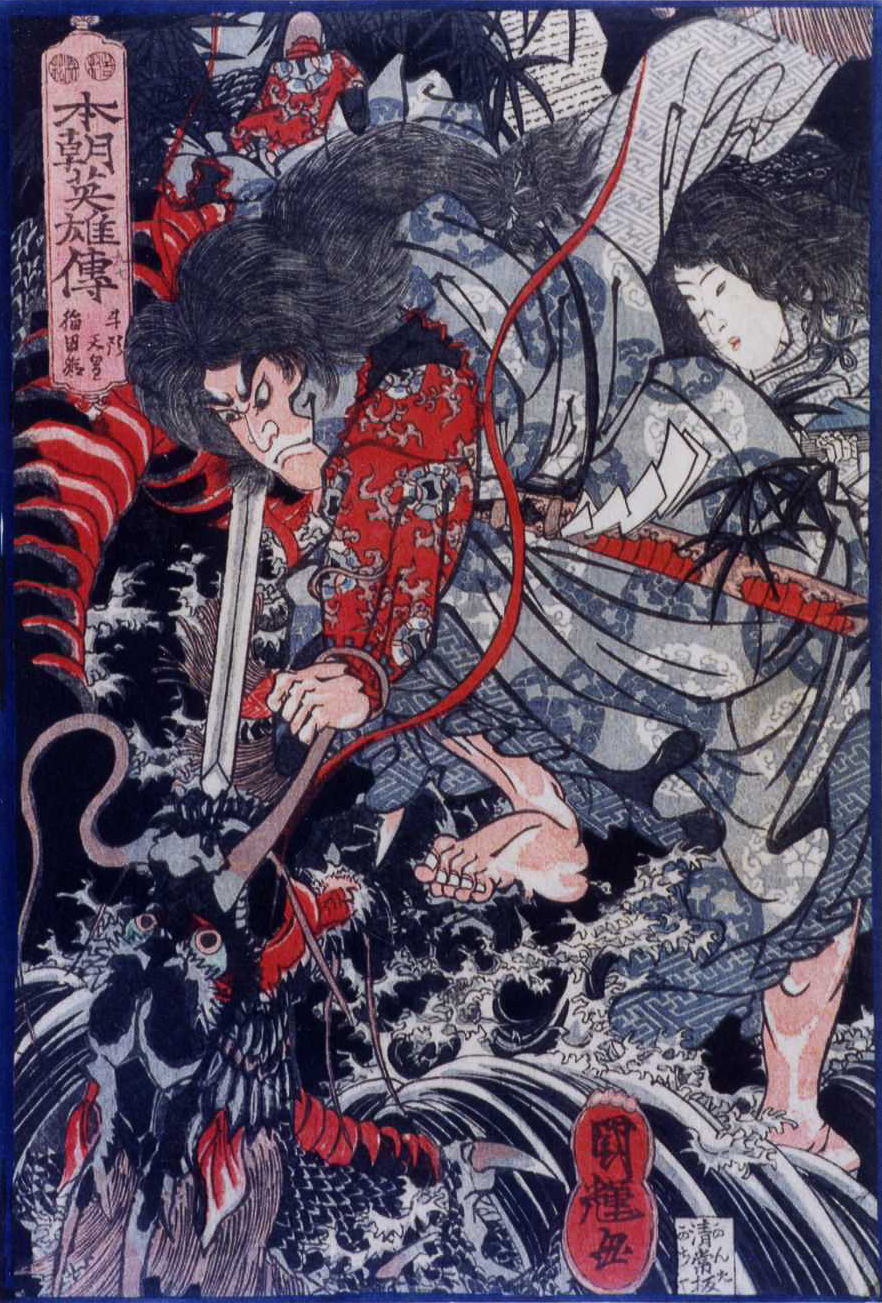
Kuniteru Utagawa (1818–1860), Gozu walczy ze smokiem, aby uratować księżniczkę Inada

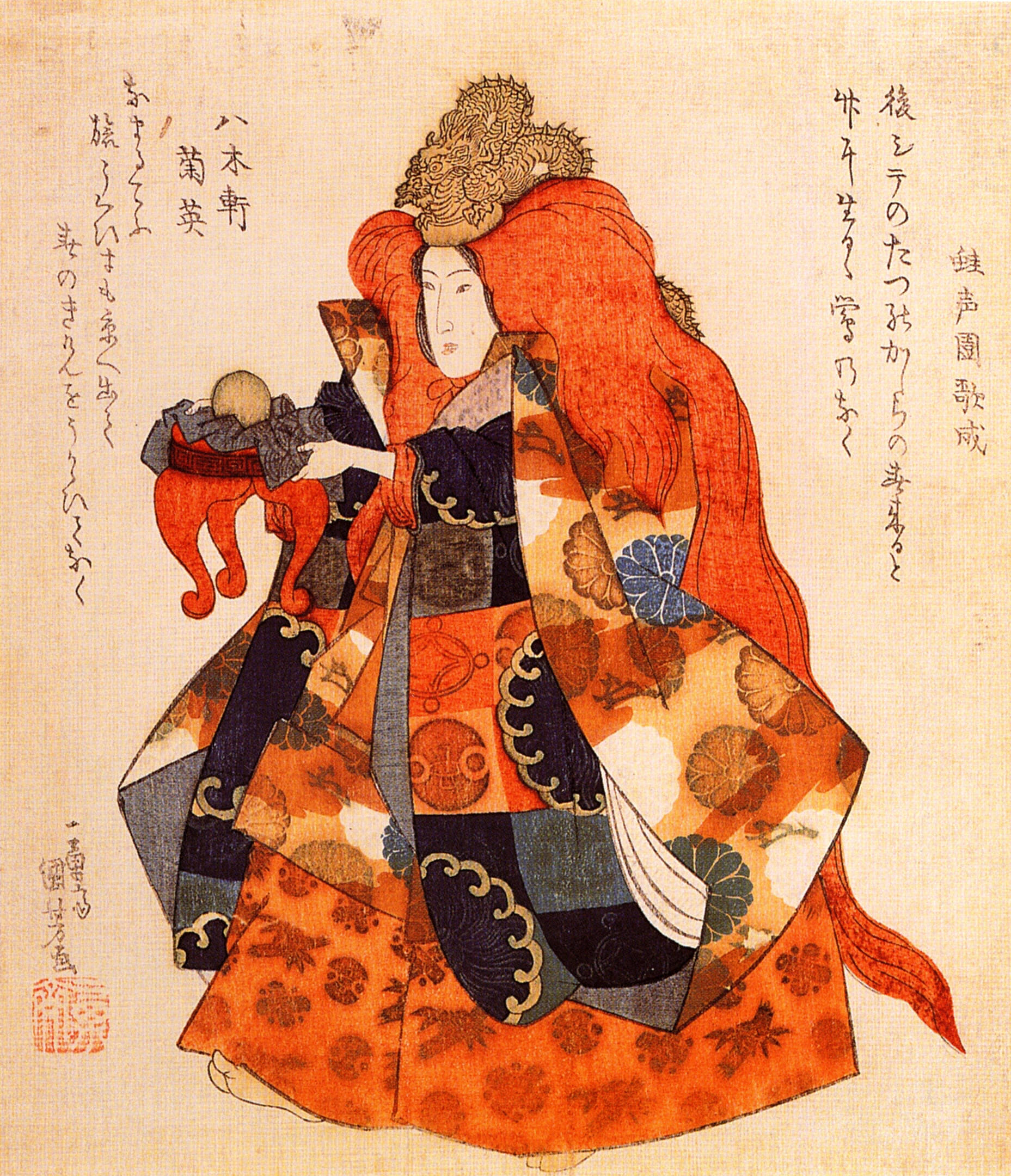
Kuniyoshi Utagawa (1798–1861), Smocza księżniczka

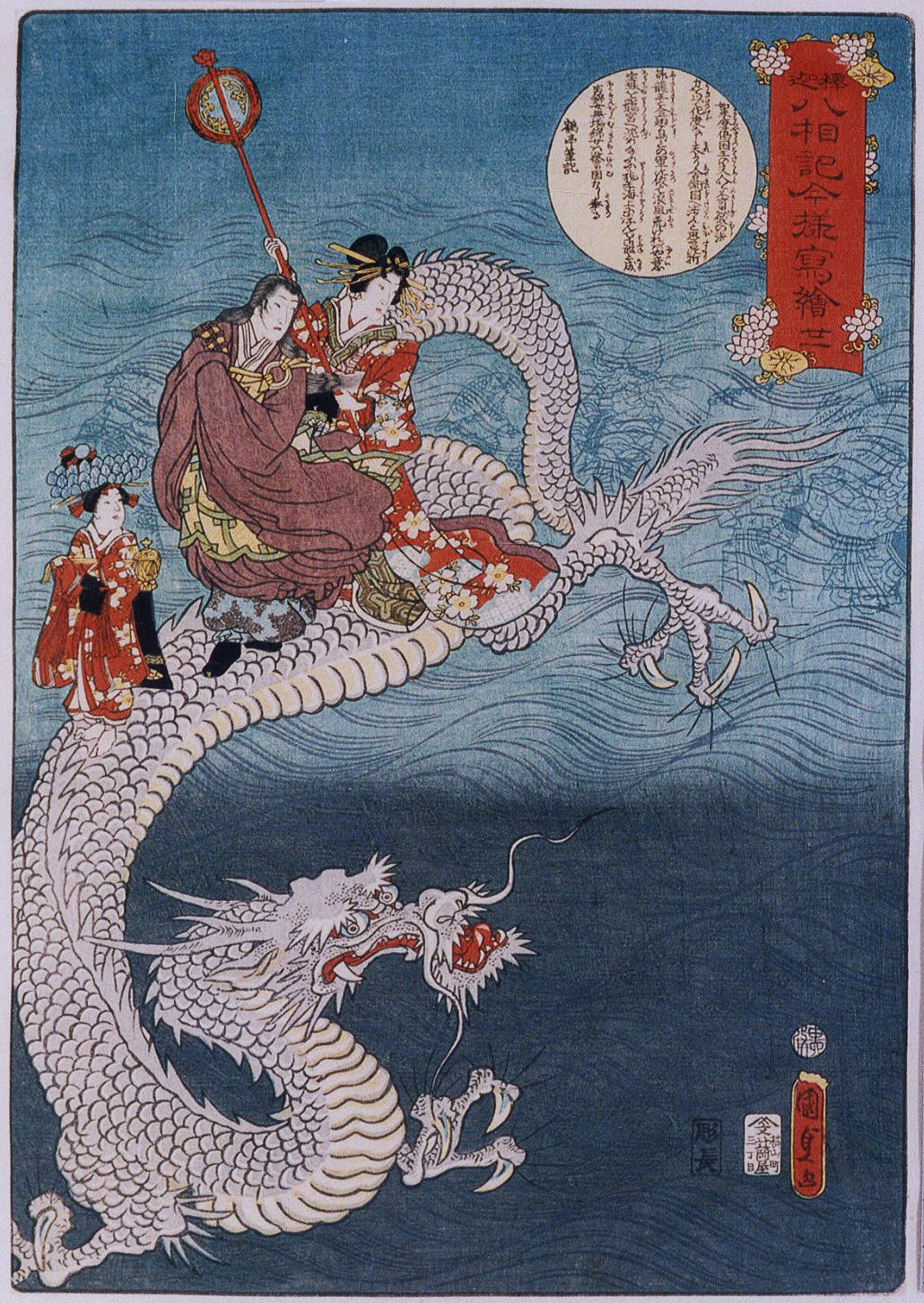
Kunisada Utagawa (1786–1865), Smok

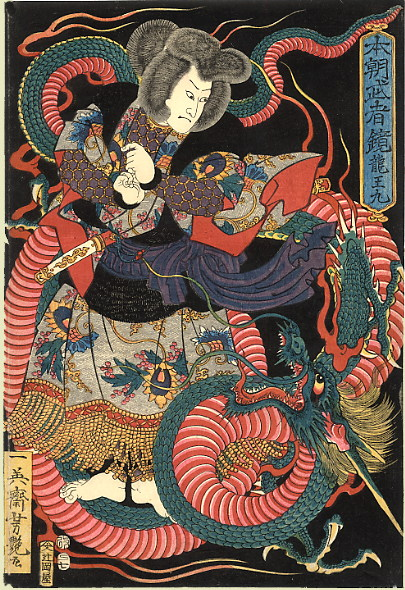
Yoshitsuya Ichieisai (Yoshitsuya Utagawa), Czerwony smok

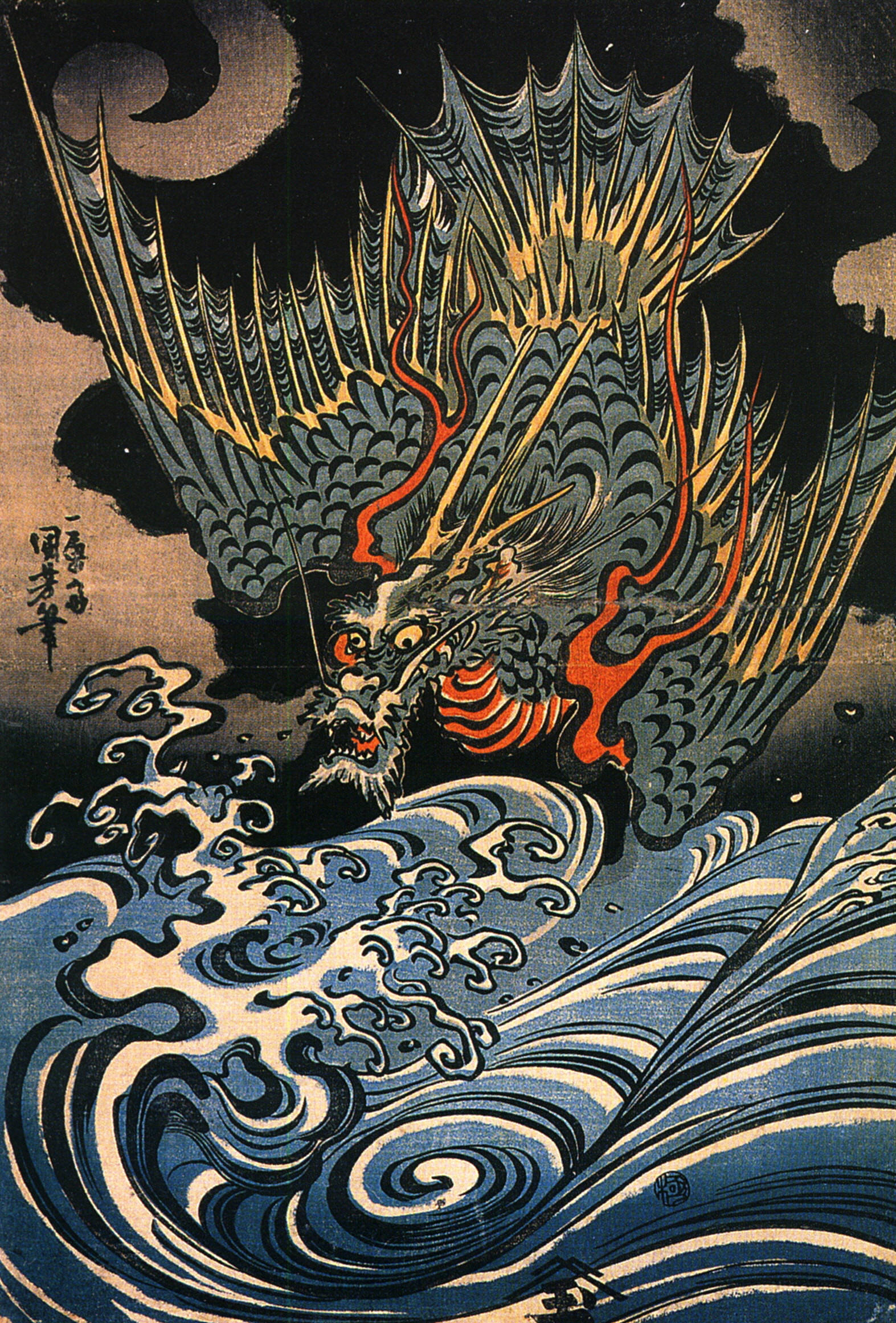
Kuniyoshi Utagawa, Smok

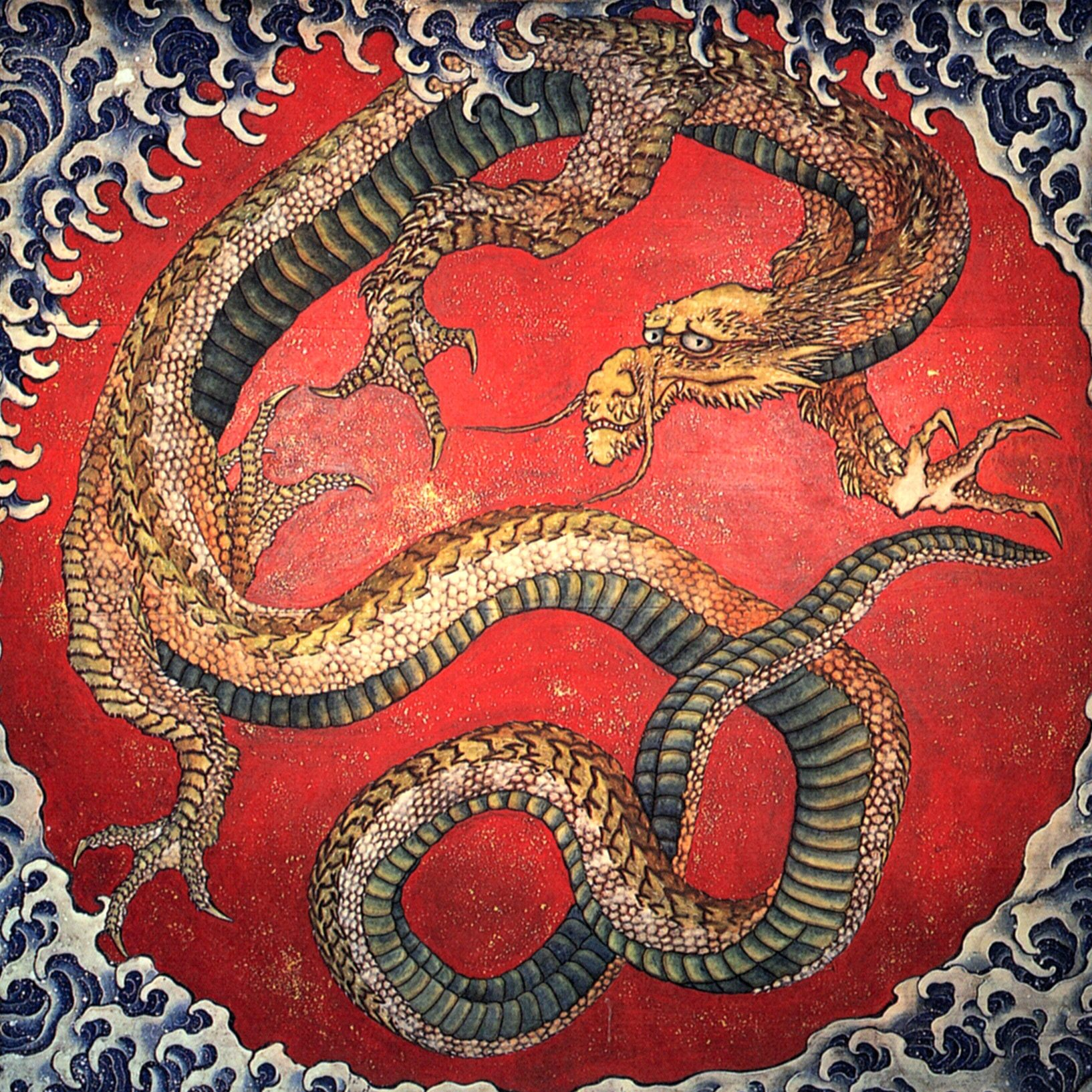
Hokusai Katsushika (1760–1849), Smok

Opowiadania o nich dotarły do Japonii wraz z innymi wierzeniami chińskimi. Po rozpowszechnieniu się legend o smokach, zaczęły one przejmować częściowo rolę, które były uważane za bóstwa wody. Pod wpływem chińskich podań o latających smokach, które potrafiły również nurkować, mieszkańcy archipelagu uznali pojawienie się takiej istoty na niebie za dobry omen.
Mianem boga-smoka Ryūjina nazwano władcę mórz Watatsumiego, z którego córką miał się ożenić mityczny władca Japonii – Ninigi. W późniejszym okresie pojawiły się podania shintō o tym, że królem wszystkich smoków zsyłających opady jest Zennyo Ryūō.
W japońskich legendach władcami stawów były najczęściej smoczyce, które mogły przybierać postać pięknej dziewczyny o nienaturalnie długiej twarzy, chociaż według niektórych podań ukazywały się one również jako stare i odrażające kobiety. Wierzono również, że kobiety, które popełnią samobójstwo z miłości, mogą po śmierci stać się białymi smokami.

## Legendy

### Smocze kamienie
Japończycy wierzyli w istnienie kamieni, z których bezustannie płynie woda. Według legend, zamieszkiwane one były przez smoka Ryūshōseki. Podobno w 1762 r. znaleziono taki kamień i ugotowano go, a ze znajdującego się w środku smoczego płodu przygotowano potrawkę. Zachowały się także zapiski o wykluciu się z kamienia małego smoka przypominającego wyglądem małą larwę, która początkowo przybrała formę podobną do jaszczurki, a następnie zamieniła się w skrzydlatego smoka.
W niektórych regionach wierzono również w istnienie muszli nazywanej horagai, która po przeleżeniu przez trzy tysiące lat w górach, trzy tysiące lat na równinie i kolejne trzy tysiące lat w morzu przemieni się w smoka, który sprowadzi wielkie opady deszczu, które spowodują powódź.

### Staw z rejonu Dazaifu
Słowo ryū / tatsu oznaczające smoka pojawiło się po raz pierwszy w kronikach z rejonu Dazaifu na Kiusiu, gdzie znajdował się niezwykły staw. Nigdy nie przybywało w nim wody, ani nigdy jej z niego nie ubywało za sprawą lokalnego bóstwa zwanego Takeiwa-no-Tatsu (Smokiem z Masywnej Skały), które go zamieszkiwało.
Jak podają kroniki, w 864 r. nastąpił najprawdopodobniej wybuch gejzeru, woda trysnęła w górę i na wiele dni zabarwiła wschodnią część brzegu czerwoną mazią, która pokryła trawę i drzewa. Wróżbici stwierdzili, iż jest to zapowiedź epidemii wywołanej gniewem bóstwa wody. Cesarz uznał, że jest to omen wskazujący na to, iż nienależnie rządzi krajem, dlatego nakazał odprawienie różnych religijnych ceremonii mających na celu zapobieżenie dalszym nieszczęściom.

### Staw Demonów
O smoku mieszkającym w stawie można przeczytać w opowiadaniu Kyōki Izumiego Yasha-ga-ike (Staw Demonów). Młody naukowiec nazywający się Akira Hagiwara wędruje po Japonii zbierając legendy, aż pewnego dnia spotyka starca o imieniu Yatabei, który twierdzi, iż jest strażnikiem Stawu Demonów i trzy razy dziennie o określonych godzinach musi uderzać w dzwon, aby smoczyca zamieszkująca staw nie zatopiła wiosek w dolinie. Wkrótce po tym spotkaniu staruszek umarł, a Akira postanowił zastąpić go i pilnować, aby władczyni stawu nie zatopiła doliny. Ożenił się z córką kapłana z wioski i zamieszkał nieopodal stawu. Po pewnym czasie w wiosce zaczęła panować susza, a mieszkańcy zdecydowali się wywabić smoka z jeziora, zaczęli zanieczyszczać staw, lecz nie przynosiło to żadnego skutku. Postanowili poświęcić najpiękniejszą dziewczynę z okolicy – żonę Akiry, która dobrze znała historię poprzedniej ofiary: ta ze wstydu utopiła się w stawie i według legendy stała się smoczycą. Akira próbował powstrzymać mieszkańców, lecz rzucili się na niego i chcieli go zabić. Przerażona kobieta przebiła się nożem, a pogrążony w żałobie mężczyzna przestał bić w dzwon i całą dolinę zalały wzburzone wody tryskające z dna Stawu Demonów.

## Kult smoka
W Chinach uważano, że smoki sprowadzają opady, dlatego modlono się do nich o deszcz. W Japonii często odprawiano te ceremonie w obrządku buddyjskim, już w 1211 r. odbyło się na dworze cesarskim Goryūsai (jap. 五龍祭 Święto Pięciu Smoków), w czasie którego modlono się o deszcz. Z czasem smoki zaczęto utożsamiać z rodzimymi wężami, które były bóstwami wody. Subtelna różnica zachowała się jedynie w nazewnictwie – tatsuhebi (ryūja) to smok-wąż, który może latać jedynie na chmurze.
Smoki według legend zamieszkiwały stawy i wywabienie ich na zewnątrz mogło sprowadzić deszcz. Aby wypłoszyć smoka z jego siedziby, wrzucano do wody różne metalowe przedmioty, końskie łajno lub śmieci, aby istota ta nie chciała przebywać w tak zanieczyszczonej wodzie. Aby smok wyleciał ze stawu, można było również wrzucić do niego pokrojoną rybę, co miało na celu obrazę smoka, należało jednak uważać, gdyż jego gniew mógł sprowadzić burze z trąbami powietrznymi, zwanymi po japońsku tatsumaki.
W Japonii zachowały się zapiski o smoczych lampionach pojawiających się czasami nad morzem, lecących w stronę lądu, aby zawisnąć na wysokim drzewie w pobliżu buddyjskiej świątyni. Ukazanie się lampionów uważane było za dobry omen i kojarzono je z błękitnym smokiem przynoszącym szczęście.

### Parada Złotego Smoka
W świątyni Sensō-ji w tokijskiej dzielnicy Asakusa co roku (od 1958 r.) w dniu 18 marca odbywa się Kinryū-no-mai (Taniec Złotego Smoka) na pamiątkę cudownego zdarzenia, które miało miejsce w 628 roku. Wtedy to dwóch rybaków – braci Hinokuma (Hamanari i Takenari) – wyłowiło z rzeki Sumida posąg bodhisattwy Kannon. Ujrzeli wówczas ogromnego, złotego smoka, który wypłynął na powierzchnię wody, a potem wzbił się w powietrze. Posąg początkowo umieszczono w domu szefa wioski, Nakamoto Hajino, który przekształcił go w świątynię. W 645 r. zbudowano dla posągu świątynię Sensō-ji, zwaną także Kinryū-zan (Świątynią Złotego Smoka).
Według innej wersji legendy, w ciągu jednej nocy w pobliżu świątyni w cudowny sposób wyrosło tysiąc sosen, na które sfrunął z nieba złoty smok, a następnie zniknął i nikt go więcej nie widział. Przypomina o tych podaniach taniec, podczas którego ośmiu mężczyzn dynamicznie prezentuje różne sceny z makietą złotego smoka o długości około dwudziestu pięciu metrów.

### Smocze świątynie
Japońskie smoki często są czczone w sanktuariach sintoistycznych oraz świątyniach buddyjskich.
Itsukushima Jinja na wyspie Itsukushima na japońskim Morzu Wewnętrznym była uważana za miejsce pobytu córki boga oceanu Ryūjina. Według Gukanshō i Heike monogatari smok zezwolił na wstąpienie cesarza Antoku (1178–1185) na tron, ponieważ jego ojciec Kiyomori Taira zapłacił za modlitwy w Itsukushima. Kiedy Antoku zginął w czasie przegranej w 1185 roku bitwie w zatoce Dan-no-Ura, w morzu zaginął Miecz-Trawosiecz (który pochodził z ogona Yamata no Orochi). Według niektórych źródeł nurkowie znaleźli miecz i jest on przechowywany w Atsuta-jingū.

## Rodowite smoki japońskie

### Yamata no Orochi
Yamata no Orochi (jap. 八岐大蛇、八俣遠呂智、八俣遠呂知 Ośmio-rozgałęziony olbrzymi wąż) lub Orochi (Olbrzymi wąż) – legendarny potwór o ośmiu głowach i ośmiu ogonach. Zastraszył on parę bóstw ziemskich i nakazał, aby oddawali mu co roku jedną ze swoich córek. Został podstępem zabity przez Susanoo w pobliżu źródła rzeki Hi (簸川 Hi-kawa), w prowincji Izumo. Bóg burz upił potwora sake, a następnie, gdy bestia zasnęła, pociął ją na kawałki za pomocą swojego miecza. W środku węża znajdował się Miecz-Trawosiecz, który bóstwo mórz przekazało swojej siostrze – Amaterasu.

### Watatsumi
Watatsumi (jap. 海神 Bóg Mórz), znany również jako Ryūjin (jap. 龍神 Smoczy Bóg) – władca mórz i oceanów, znany przez ludzi jako smok, który potrafił przybrać ludzką postać. Mieszkał w znajdującym się na dnie morza Ryūgū-jō (jap. 龍宮城 Smoczy Pałac), gdzie trzymał cudowną perłę, za pomocą której mógł kontrolować fale.

### Toyotama-hime
Toyotama-hime (jap. 豊玉姫) lepiej znana jako Oto-hime – piękna córka Watatsumiego, smoczego króla. Wyszła za mąż za mężczyznę o imieniu Hoori, którego spotkała nieopodal Smoczego Pałacu, gdzie pomogła mu w odnalezieniu zaginionego haczyka. Wdzięczny chłopak ożenił się z Oto-hime i zamieszkał w Smoczym Pałacu. Toyotama-hime urodziła mu syna, który był ojcem Jimmu, pierwszego cesarza Japonii. Niedługo po urodzeniu dziecka została nakryta przez męża w swojej prawdziwej postaci, po czym zawstydzona pod postacią smoka odleciała do pałacu swojego ojca.

### Wani
Wani (jap. 鰐) – morski potwór spotykany w opowieściach zarówno w Kojiki, jak i Nihon-shoki. Był on jednym ze sług Watatsumiego i został wybrany, aby eskortować Oto-hime i Hooriego, gdy ci postanowili opuścić Smoczy Pałac i udać się z powrotem na ląd.

## Smoki powstałe pod wpływem chińskich i indyjskich mitów

### Zennyo Ryūō
Zennyo Ryūō (jap. 善女龍王) – smoczyca, która objawiła się założycielowi szkoły shingon – Kūkaiowi, podczas odprawiania modlitwy o deszcz w świątyni Tōdai-ji w Narze. Według legend w 1335 r. smok Zentatsu ukazał się cesarzowi Go-Daigo ostrzegając go przed zamachem na jego życie.

### Nure-onna
Nure-onna (jap. 濡女 Mokra pani) – mierzący ponad trzysta metrów wąż z kobiecą twarzą. Mokra Pani miała długie włosy, a z jej ust wystawały jadowite zęby i długi język, według legend nikomu nigdy nie udało się uciec przed tą istotą, ponieważ smoczyca skutecznie unieruchamiała swoje ofiary wielkim ogonem.

### Kiyohime
Kiyohime (jap. 清姫) – była kelnerką w herbaciarni, która zakochała się w młodym buddyjskim mnichu. Po tym jak ją odrzucił, zaczęła studiować magię, zamieniła się w smoka i zabiła go.

### Inari
Inari (jap. 稲荷) – japońskie bóstwo płodności i ryżu, często przedstawiane jako wąż lub smok w towarzystwie lisów.

### Tarō Urashima
Tarō Urashima (jap. 浦島太郎 Urashima Tarō) – młody rybak, który ocalił żółwia, za co został nagrodzony wizytą w pałacu władcy mórz (Ryūgū-jō), znajdującym się na dnie oceanu.

## Chińsko-japońskie smoki
Wiele nazw japońskich smoków pochodzi z języka chińskiego. Na przykład japońskimi odpowiednikami astrologicznych Czterech Symboli są:
- Seiryū, to Qinglong (青龍, „Błękitny Smok”)
- Suzaku, to Zhuque (朱雀, „Szkarłatny Ptak”)
- Byakko, to Baihu (白虎, „Biały Tygrys”)
- Genbu, to Xuanwu (玄武, „Czarny Żółw”)

Japońscy Shiryū to legendarni chińscy Smoczy Królowie mórz:
- Gōkō, to Aoguang (敖廣, „Smoczy Król Wschodniego Morza”)
- Gōkin, to Aoqin (敖欽, „Smoczy Król Południowego Morza”)
- Gōjun, to Aorun (敖閏, „Smoczy Król Zachodniego Morza”)
- Gōjun, to Aoshun (敖順, „Smoczy Król Północnego Morza”)

## Indyjsko-japońskie smoki
Wraz z przybyciem buddyjskich mnichów do Japonii legendy o japońskich smokach uległy przekształceniu, a niektóre z opowieści o azjatyckich smokach zostały wchłonięte przez mitologię japońską, stąd w opowieściach o smokach możemy spotkać znane z mitologii hinduskiej Nagi, które również uważane były za bóstwa wody. Innymi smokami przejętymi przez mieszkańców archipelagu są:
- Hachidai ryūō (jap. 八大龍王)
- Mucharinda (jap. ムチャリンダ Mucalinda)
- Benzaiten (jap. 弁才天)
- Kuzuryū (jap. 九頭龍 Dziewięciogłowy smok)

## Smok w popkulturze
- Chunichi Dragons to profesjonalna drużyna baseballowa z Nagoi[27].
- W mandze i anime Dragon Ball wielokrotnie pojawia się postać smoka[28].
- Dragon Quest to popularna seria gier komputerowych.
- Anime, manga oraz gra Blue Dragon koncentrują się na poczynaniach chłopca, który otrzymuje moc tytułowego Niebieskiego Smoka[29].
- Kamen Rider Ryuki (amerykański Kamen Rider: Dragon Knight) jest jedną z części Kamen Rider[30].
- Król Ghidora to trzygłowy smok występujący w serii filmów o Godzilli[31].
- Manda to morski smok z serii filmów o Godzilli[32].
- Nāsu to smok-robot z serii Ultraman.
- Dragon: the Old Potter’s Tale jest krótkim opowiadaniem autorstwa Ryūnosuke Akutagawy[33].
- Haku z filmu Spirited Away: W krainie bogów jest duchem rzeki zmieniającym się w białego smoka[34].
- Kilku bohaterów mangi i anime Fairy Tail zostało wychowanych przez smoki[35].
- Gra komputerowa Breath of Fire IV przedstawia historię Ryu i Fou-Lu, którzy byli w stanie zamienić się w starożytne smoki[36].
- Również w Touhou Project pojawia się postać japońskiego smoka[37].
- W anime The Vision of Escaflowne jeden z bohaterów walczy ze smokiem[38].
- Anime Dragon Crisis! opowiada o chłopcu, który odnalazł smoka i postanawia go chronić przed złą organizacją[39].